# Ледгілліт

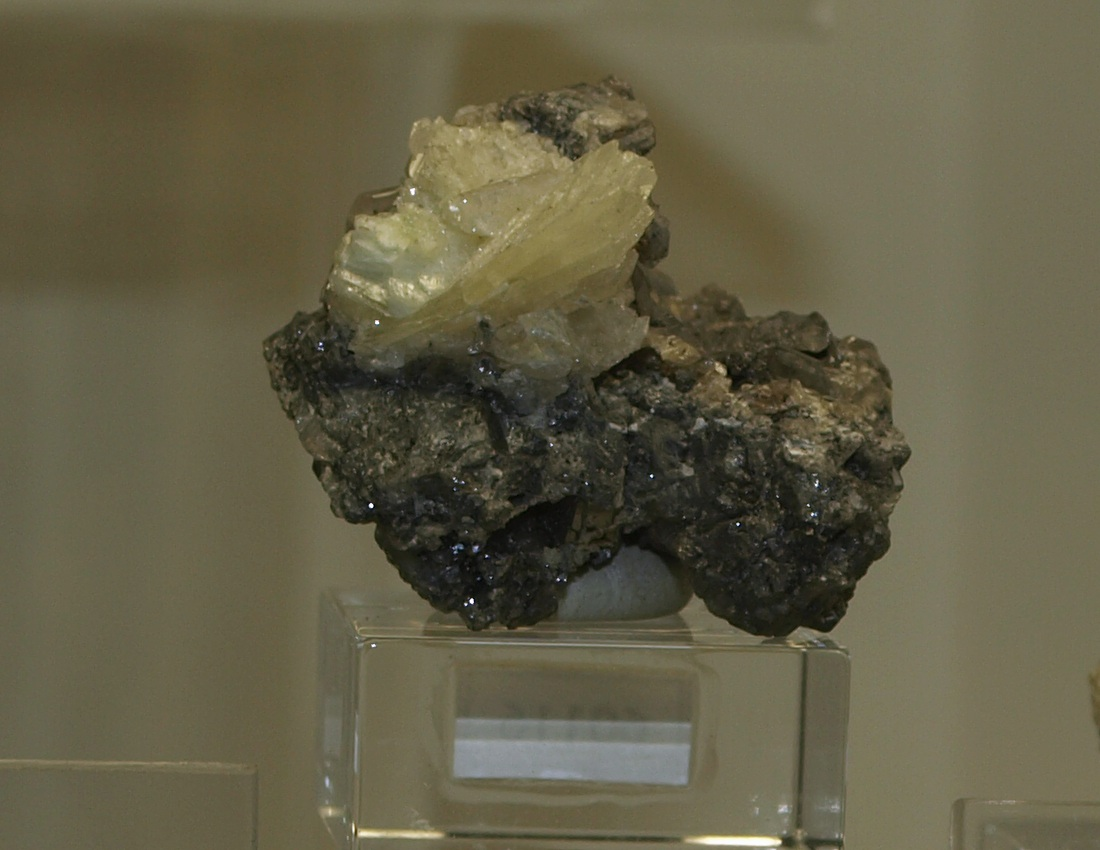
Ледгіліт

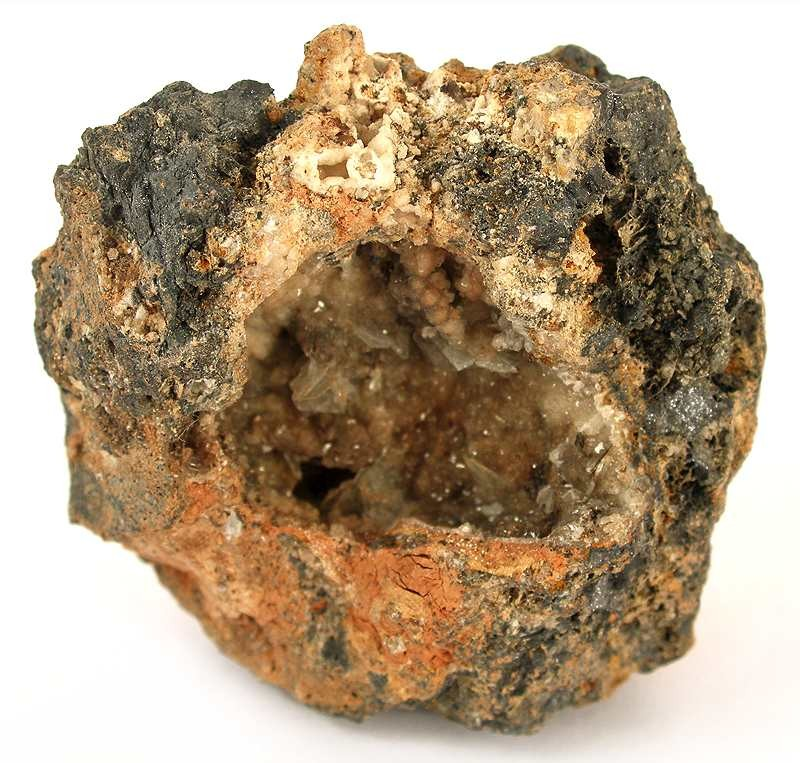
Ледгіліт

Ледгілліт (рос. ледгиллит; англ. leadhillite; нім. Leadhillit m) — мінерал, основний сульфат-карбонат (гідроксилсульфокарбонат) свинцю острівної будови.

## Загальний опис
Хімічна формула: Pb4(OH)2 [SO4][CO3]2.
Містить (%): PbO — 82,49; H2O — 1,69; SO3 — 7,53; CO2 — 8,29.
Сингонія моноклінна. Вид призматичний. Псевдогексагональні таблитчасті кристали.
Спайність довершена в одному напрямку. Густина 6,3-6,6 (за К.Фреєм — 2,5). Твердість 2,5-3,0. Безбарвний, білий, блакитний, зелений, жовтий, сірий. Блиск скляний до перламутрового. Іноді має жовте свічення.
Зустрічається в зонах окиснення в свинцево-залізних родовищах разом з вторинними свинцевими мінералами. Поліморфний з сузанітом. Рідкісний.
За назвою родов. Ледгіллс (Шотландія), F.S.Beudant, 1832.